# 本多友也
本多 友也（ほんだ ゆうや、1968年3月9日 - ）は、日本の俳優。愛知県出身。身長175cm、血液型B型。

## 略歴
『極道の妻たち 地獄の道づれ』、『同窓会』などの映画に出演。デビュー作の映画「極道の妻たち 地獄の道づれ」で、キネマ旬報に取り上げられた。Vシネマでは、『修羅の群れ』などで任侠役などを務めたこともある。
主に映画やVシネマやドラマなどの映像で活動している。

## 主な出演作

### 映画
- 極道の妻たち 地獄の道づれ
- 同窓会

### Vシネマ
- 修羅の群れ - 米崎光介 役
- 極道最前線・荒ぶる魂たち『抗争勃発篇』『決戦篇』 - やくざ 役
- 伝説のやくざボンノ『列火の章』『終日の章』 - 合力 役

### ドラマ
- ショムニ（フジテレビ）
- 世にも奇妙な物語　『パパラッチ』（フジテレビ）
- 火曜サスペンス劇場
- 土曜ワイド劇場
- 相棒

### バラエティ
- 有吉反省会（日本テレビ、2016年7月9日） - ゲスト出演